# Amir Absalem
Amir Absalem (Capelle aan den IJssel, 19 juni 1997) is een Marokkaans-Nederlands voetballer die als verdediger voor Helmond Sport speelt.

## Carrière
Absalem speelde in de jeugd van Swift Boys, Excelsior en Feyenoord. Nadat hij bij Feyenoord niet in aanmerking kwam voor een contract, vertrok Absalem in 2016 naar FC Groningen. Hier speelt hij sinds 2016 voor Jong FC Groningen. Op 20 oktober 2017 debuteerde hij voor FC Groningen, in de met 0-1 verloren thuiswedstrijd tegen Willem II. Hij kwam in de 46e minuut in het veld voor Oussama Idrissi. Aan het einde van het seizoen 2017/18 werd hij een vaste basisspeler, maar in 2018/19 kwam hij weinig in actie. In het seizoen 2019/20 begon hij weer als basisspeler, maar raakte zijn basisplaats na een paar wedstrijden kwijt aan Django Warmerdam. Zodoende werd Absalem de tweede seizoenshelft verhuurd aan Almere City FC, waar hij zes wedstrijden speelde. Na zijn terugkeer bij FC Groningen mocht hij transfervrij naar Roda JC Kerkrade vertrekken. Hier speelde hij twee seizoenen in de Eerste divisie, waarna hij naar competitiegenoot ADO Den Haag vertrok. In de zomer van 2024 vertrok hij naar Helmond Sport.

### Interlandcarrière
In oktober 2019 werd Absalem geselecteerd voor de voorselectie van het Marokkaans voetbalelftal, maar debuteerde nog niet.

## Clubstatistieken

### Beloften
| Seizoen         | Club              | Competitie             | Competitie | Competitie | Beker | Beker | Overig | Overig | Totaal | Totaal |
| Seizoen         | Club              | Competitie             | Wed.       | Dlp.       | Wed.  | Dlp.  | Wed.   | Dlp.   | Wed.   | Dlp.   |
| --------------- | ----------------- | ---------------------- | ---------- | ---------- | ----- | ----- | ------ | ------ | ------ | ------ |
| 2016/17         | Jong FC Groningen | Derde divisie zaterdag | 30         | 1          | —     | —     | —      | —      | 30     | 1      |
| 2017/18         | Jong FC Groningen | Derde divisie zaterdag | 13         | 2          | —     | —     | —      | —      | 13     | 2      |
| 2018/19         | Jong FC Groningen | Derde divisie zaterdag | 7          | 2          | —     | —     | —      | —      | 7      | 2      |
| Club totaal     | Club totaal       | Club totaal            | 50         | 5          | 0     | 0     | 0      | 0      | 50     | 5      |
| Totaal beloften | Totaal beloften   | Totaal beloften        | 50         | 5          | 0     | 0     | 0      | 0      | 50     | 5      |

### Senioren
| Seizoen         | Club             | Competitie      | Competitie | Competitie | Beker | Beker | Overig | Overig | Totaal | Totaal |
| Seizoen         | Club             | Competitie      | Wed.       | Dlp.       | Wed.  | Dlp.  | Wed.   | Dlp.   | Wed.   | Dlp.   |
| --------------- | ---------------- | --------------- | ---------- | ---------- | ----- | ----- | ------ | ------ | ------ | ------ |
| 2017/18         | FC Groningen     | Eredivisie      | 8          | 0          | 1     | 0     | —      | —      | 9      | 0      |
| 2018/19         | FC Groningen     | Eredivisie      | 3          | 0          | 0     | 0     | —      | —      | 3      | 0      |
| 2019/20         | FC Groningen     | Eredivisie      | 5          | 0          | 1     | 0     | —      | —      | 6      | 0      |
| Club totaal     | Club totaal      | Club totaal     | 16         | 0          | 2     | 0     | 0      | 0      | 18     | 0      |
| 2019/20         | → Almere City FC | Eerste divisie  | 6          | 0          | 0     | 0     | —      | —      | 6      | 0      |
| Club totaal     | Club totaal      | Club totaal     | 6          | 0          | 0     | 0     | 0      | 0      | 6      | 0      |
| 2020/21         | Roda JC Kerkrade | Eerste divisie  | 30         | 1          | 1     | 0     | 2      | 0      | 33     | 1      |
| 2021/22         | Roda JC Kerkrade | Eerste divisie  | 37         | 0          | 2     | 0     | 2      | 0      | 41     | 0      |
|                 |                  |                 |            |            |       |       |        |        |        |        |
| Club totaal     | Club totaal      | Club totaal     | 67         | 1          | 3     | 0     | 4      | 0      | 74     | 1      |
| 2022/23         | ADO Den Haag     | Eerste divisie  | 12         | 0          | 0     | 0     | —      | —      | 12     | 0      |
|                 |                  |                 |            |            |       |       |        |        |        |        |
| Club totaal     | Club totaal      | Club totaal     | 12         | 0          | 0     | 0     | 0      | 0      | 12     | 0      |
| Totaal senioren | Totaal senioren  | Totaal senioren | 101        | 1          | 5     | 0     | 4      | 0      | 110    | 1      |
| Carrièretotaal  | Carrièretotaal   | Carrièretotaal  | 151        | 10         | 5     | 0     | 4      | 0      | 160    | 10     |

Bijgewerkt t/m 16 juni 2020